# Biljana Majstorović
Biljana Majstorović, född den 31 december 1959 i Belgrad Serbien, är en jugoslavisk basketspelare som var med och tog OS-brons 1980 i Moskva. Detta var andra gången damerna deltog vid de olympiska baskettävlingarna, tillika Jugoslaviens första medalj på damsidan.